# (36755) 2000 RT70
2000 RT70 (asteroide 36755) é um asteroide da cintura principal. Possui uma excentricidade de 0.14038360 e uma inclinação de 3.75965º.
Este asteroide foi descoberto no dia 2 de setembro de 2000 por LINEAR em Socorro.